# Малышев, Валерий Александрович
Валерий Александрович Малышев (род.    5 июля 1940; пос. Текстильщики, РСФСР, СССР — 29 ноября 2006; Москва, Россия) — советский и российский актёр театра, кино и озвучивания. Заслуженный артист Российской Федерации (1992).
Прежде всего актёр известен по роли Егора Кузьмина в фильме «Тени исчезают в полдень» и по многим другим. Активно снимался в фильмах в 1960-е и 1970-е годы.

## Биография
Родился 5 июля 1940 года в посёлке Текстильщики под Москвой. Во время учёбы в средней школе посещал кружок самодеятельности, играл роли в спектаклях в юношеском возрасте. С раннего возраста увлекался просмотром в местном  кинотеатре «Строитель» различных фильмов, трофейных и исторических отечественных.
Посещал народный театр-студию при Доме культуры Автозавода им. Лихачёва. Старшие классы окончил в школе рабочей молодёжи одновременно работая на оборонном заводе. 
В 1960 году Валерий Малышев поступал сразу в четыре театральных института. В Щукинском училище прошёл три тура, в Школе-студии МХАТ и в ГИТИСе не подошел по типажу, в Щепкинском училище прочитал рассказ «Ленин и печник», но не прошёл второй тур. ВГИК набирал курс позднее других ВУЗов и Малышев прошёл, став студентом (курс Герасимова и Макаровой). 
С 1961 года активно снимался в фильмах и выступал во многих театральных работах. Сыграл в более 50 фильмах. 
В 1964 году закончил ВГИК и вошёл в труппу «Театра-студии киноактёра», где остался служить на долгие годы. Впереди было много работ, с которыми актер успешно справлялся, но спустя десятилетия карьера пошла на спад, Малышев начал играть маленькие, эпизодические роли. Начиная с 1996 года не был занят в спектаклях труппы. 
Ушёл из жизни 29 ноября 2006 года в московской больнице от остановки сердца. Похоронен в Москве на Николо-Архангельском кладбище (участок 52-А).

## Семья
Отец — Александр Родионович Малышев, приехал в Москву из Рязани, окончил Московский институт стали имени И.В. Сталина (ныне МИСИС), работал на Московском подшипниковом заводе №1, также работал инженером–металлургом на заводе прожекторов. Погиб в Великую Отечественную войну под Керчью в марте 1944 года, когда сыну было три года.
Мать — Варвара Фёдоровна (в девичестве — Шитакова), родилась в селе Камышовка Курской области, окончила Московский институт геодезии и картографии, работала на проекте застройки города Сочи.
Жена — Тамара Сергеевна Малышева. Вместе прожили более 30 лет.
Детей в браке нет.

## Фильмография
- 1957 — Дом, в котором я живу — гость на дне рождения
- 1960 — Своя голова на плечах — деревенский парень
- 1961 — Командировка — деревенский сердцеед Павел Козырев
- 1962 — Люди и звери — Геннадий
- 1963 — Утренние поезда — Генка (главная роль)
- 1963 — Юность — Анатолий (серия «Тёткп с фиалками»)
- 1964 — Мирное время — Лёнька Моргунов
- 1964 — Театр Клары Газуль (фильм-спектакль) — участие
- 1966 — Лунные ночи — Семён
- 1966 — Сердце друга — капитан Лобзин
- 1966 — Утоление жажды — Семён Нагаев (Семёныч)
- 1967 — Журналист — Гена
- 1967 — Марианна — обходчик путей
- 1967 — Пароль не нужен — Колька-анархист
- 1968 — Это было в разведке  — старший лейтенант Панов
- 1969 — День и вся жизнь — член фабкома
- 1969 — Ищите и найдёте — Вадим Николаевич Козлов (главная роль)
- 1970 — Белорусский вокзал — лейтенант Воронков
- 1970 — Обратной дороги нет — Митрохин
- 1970 — Солнце на стене (фильм-спектакль) — Шарапов
- 1971 — Конкурс продолжается. Иоганн Себастьян Бах (фильм-спектакль) — Вальтер
- 1970—1971 — Тении счезают в полдень — Егор Кузьмин
- 1973 — Великие голодранцы — Максим Музулев
- 1973—1983 — Вечный зов — Малыгин
- 1974 — Вольному — Воля — Кайданов
- 1974 — Соколово — Алексей
- 1975 — Алмазы для Марии — майор милиции
- 1975 — От зари до зари  — Николай Иванович
- 1975 — Простые заботы — Григорий Дмитрук
- 1976 — «SOS» над тайгой — Кравченко (главная роль)
- 1976 — Жизнь и смерть Фердинанда Люса  — капитан Коваленко
- 1976 — Приключения Нуки — доминошник
- 1977 — И снова Анискин — Иван Иванович
- 1978 — Маршал революции — Климент Ефремович Ворошилов
- 1978 — Молодость с нами — профессор Белогрудов
- 1978 — Право первой подписи — посетитель в приёмной Казакова
- 1979 — Антарктическая повесть — радист Томилин
- 1980 — Крах операции «Террор»  — чекист в тюрьме
- 1980 — Я ещё вернусь — Конырев
- 1981 — Крик тишины — Павел Федотович Петряков
- 1981 — Ночь председателя — Симуков
- 1982 — Случай в квадрате 36—80 — Гудков
- 1983 — Букет фиалок — майор
- 1984 — Блистающий мир — начальник тюрьмы
- 1984 — Мёртвые души — пристав и Михей
- 1985 — Картина (1, 2, 3 серия) — Эдуард Павлович Морщихин
- 1985 — Фитиль (№ 281) — участие
- 1989 — Коррупция — начальник паспортного стола
- 1991 — Как живёте, караси?  — командир
- 1993 — На Муромской дорожке — помощник военкома
- 1993 — Послушай, Феллини!  — приятель Вани
- 1994 — Чёрный клоун — Новак
- 2005 — Сага древних булгар. Сказание Ольги Святой — патриарх Михаил

## Звания и награды
- Заслуженный артист Российской Федерации (10 июня 1992)[2].

## Оценочные мнения
- Киновед Алексей Тремасов подметил о том, что Валерий Александрович играл сильных мужественных героев, носящих армейские погоны. Также киновед рассказал, что в театре «Театр-студии киноактёра» им было сыграно большое количество спектаклей. В основном это были главные роли. Одновременно продолжалась и работа в кино. Также Тремасов подметил, что его герои были разными людьми: героическими и трусоватыми, нахальными и серьёзными, а в обычной жизни Малышев был очень открытым человеком, всегда смело говорил правду в глаза (то есть прямолинейным)[1].

## Издательства
- Наталья Григорьевна Волянская. На уроках режиссуры С.А. Герасимова: записи занятий во ВГИКе. — Искусство, 1965. — 518 с.